# Castillos
Pour l’article homonyme, voir Castillos (Soriano).
Castillos est une ville et une municipalité de l'Uruguay située dans le département de Rocha. Sa population est de 7 649 habitants.

## Histoire
La ville a été fondée le 19 avril 1866 par Hermógenes López Formoso.

## Population
| Année | Population |
| ----- | ---------- |
| 1963  | 5 947      |
| 1975  | 7 260      |
| 1985  | 6 836      |
| 1996  | 7 346      |
| 2004  | 7 649      |

,

## Gouvernement
Le maire (alcalde) de la ville est Rául Servetto.